# SHIN-MEN
『SHIN-MEN』（シン-メン）は、2010年11月26日から2012年9月14日まで『クレヨンしんちゃん』内で放送されていたコーナーアニメ。クレヨンしんちゃん20周年記念作品。基本的に1話8分だが、第1回目のスペシャルの放送では17分に拡大して放送された。
『まんがタウン』2010年12月号から2013年6月号まで、『クレヨンしんちゃん SHIN-MEN』（原作：臼井儀人 / 脚本：中島かずき / 作画：相庭健太）として漫画版が連載され、単行本は全3巻発売された。
漫画版は完結となった。アニメ版も一応完結しているが、漫画版の最終回までは描いていない。アニメ版を収録したDVD版がリリースされている。
臼井逝去後に始まった作品だが、企画自体は臼井が逝去する数ヶ月前から始動しており、世界観やキャラクターについても臼井の了承を得ており公認扱いだったという。

## あらすじ
ぶりぶりざえもんが支配するもう1つの地球「しん次元」にて悪の組織「TON-MEN」が悪事をしていた。そこを救いのヒーロー「SHIN-MEN」がしん次元を救う。

## 登場人物

### SHIN-MEN
全員が野原しんのすけに似ている、悪と戦うスーパーなヒーロー。ただし、ゴゥはなかなか悪と戦うやる気を出さない。ニンテンドーDS用ソフト『クレヨンしんちゃん ショックガ〜ン!伝説を呼ぶオマケ大ケツ戦!!』では名前ではなくそれぞれの属性のしんちゃんと呼ばれる。カンを除く全員が大人のお姉さんが好みという点もしんのすけと共通するが、ヒューやゴゥのカンに対する反応等、必ずしも年上である必要はないようである。なお、主人公のゴゥ以外は声優が異なり、性格と肌の色もそれぞれ異なっているものの、カンだけは性別と種族が異なっている。
5人のSHIN-MENの名前の青字は男性、赤字は女性である。
ファイヤーSHIN-MEN ゴゥ
声 - 矢島晶子　
炎の使い手。体から炎を出す事が出来る。本作の主人公で、SHIN-MENのリーダー格（漫画版より）。
以前は温泉街の食堂で主人をやっており、今もメイクディナーサービスをしているので料理が上手。その一方でヒーローとしての自覚は無く、いい加減な性格で皆を困らせる。
5人の中では最もしんのすけに似ており、お姉さん好きで、一人称は「オラ」、声優も彼のみしんのすけと同じ矢島である。決めポーズはコマネチ。スーツのメインカラーは赤。普段は灰色の身体をしているが、感情が高ぶると赤くなる。肌の色は薄橙色。
ヒューとスィとは相性が悪く、風と水や氷（特に水）にも弱い。普段はカナヅチだが、SHIN-MENハウスのプールでは泳ぐことができる。ニョキとは相性が良い。
DS『ショックガーン』ではゴゥは登場せず、しんのすけがファイヤーSHIN-MENのゴゥに変身する。
ウィンドSHIN-MEN ヒュー
声 - 水島大宙
風の使い手。空気を操り強風や竜巻を起こしたり、風に乗って空を飛ぶ事も出来る。
冷静かつしっかり者で、SHIN-MENのリーダー的存在。一年中風が吹いている国「ボツワナワナ」の王子だが、旅をしながら野生動物を保護する仕事をしている。一人称は「私」で、「～ダ」が口癖。スーツのメインカラーは白で、上半身裸、ほかのメンバーよりも一回り体が大きく、褐色の肌である。感情の変化で彼の周りに雨が降ったり太陽が出たりもする。実はカンのお見合い写真の中には彼の写真もあり、作中カンを意識するような描写がある（ただし、後述の通りヒューはカンの正体を知らない。アニメ版では気づいている節がある描写が目立つ）。
DS『ショックガーン』ではしんのすけから「風の人」と呼ばれる。
ウォーターSHIN-MEN スィ
声 - ゆきじ
水の使い手。水や氷を操る事が出来る。
おとなしく涙もろいが、怒るとスーツが沸騰、巨大化し、手がつけられなくなる。潔癖な面もある。普段は南極にある町で天然ミネラル化粧水を作っており、エステもやっている。美肌を追求するセレブ達は彼の助言を聞きに集まってくるらしい。一人称は「ボク」で、口癖は「～だスィ」。語尾にも「スィ」と付ける。二人称は「あなた」だが、TON-MENに対しては「お前」と言っている。しかし暑いところでじっとしているとスーツが蒸発して体が小さくなる。スーツのメインカラーは水色。油はあまり好きじゃない。毒舌の一面もある。肌の色は白。
ニョキとは相性が悪く、一度、ニョキに水分を取られたことがある。ゴゥとカンとは相性が良い。
DS『ショックガーン』ではしんのすけから「水の人」と呼ばれる。
プラントSHIN-MEN ニョキ　
声 - 吉野裕行
緑の使い手。身体を自在に伸縮でき、複数の作業を同時にこなす。
性格は人懐っこく、ゴゥ同様のお姉さん好き。マイペースで少々移り気。マングローブのような大きな木に人々が暮らす南国で、普段は人気歌手として活躍している。普段はノリノリの声だがムーディな声で民衆を魅了する。一人称は「オレ」で、「〜ヨゥ」と「～だヨゥ」が口癖。しかしスーツが植物でできているため、水分がないとスーツが腐って体が細くなる。スーツのメインカラーは黄緑。漫画版では常にサングラスを掛けているが、アニメ版では額に掛けており、外していることもある。肌の色は薄い茶色。
年齢不詳だが、家族では妻と5人の子供がいる。子の名前は上から、ガク・ハナ・クキ・ビラ（漫画版ではハッパ）・メーである。夫婦仲はとてもよく、毎日夕食の時間にはショーから帰るようにしている。
DS『ショックガーン』ではしんのすけから「緑の人」と呼ばれる。
アイアンSHIN-MEN カン
声 - 斎賀みつき
鉄の使い手。着ているスーツを変形させて戦う。
アイアンスーツの姿では男性的の容貌となっており、性格と口調も男性的のイメージが強く、ヒュー同様で肌の色は褐色だが、ヒューよりも濃い。一人称はアニメでは「自分」と言ってることが多いだが、漫画では「オレ」と言うことが多い。二人称は味方や敵も関係なく「君」または「お前」であり、口癖と語尾は「〜ゼ」または「～だゼ」と使うことも多い。
実はSHIN-MENの姿は仮の姿であり、本当の姿は「AKALUISLAR」の女社長（他のメンバーはこの事実を知らない）で、『クレヨンしんちゃん 嵐を呼ぶ 炎のカスカベランナー!!』でも性別は女性であると公言しているため、メンバー唯一の女性である。だが、カン本人は社長の方が仮の姿と発言している。一部ではまつ毛が描かれていることもある。キンとコンは実の姉妹であり、3人の中では末の妹に当たる。
生真面目な性格で少し不器用。他の4人に突っ込みを入れる場面が多い。鉄で出来ているスーツは故郷「デタホイト」にある世界最大のモーターマシン販売会社「AKALUISLAR（アカルイスラー）」で作られ、さまざまなマシンに変形するように作られているが、水やサビを苦手としている。いけないことをしてしまったら、閉じこもる。スーツのメインカラーは黒っぽい銀色で、ガソリンで動いている。アイアンスーツを取ると体が軽くなり、動きが素早くなる。髪の色は金でかなり短い。
DS『ショックガーン』ではしんのすけから「鉄の人」と呼ばれる。
パラボン　
声 - かないみか
SHIN-MENのお世話をするパラソル型マスコット。
「～だパラボン」が口癖。SHIN-MENハウスに変形できる。

### SHIN-MENの関係者
ぴろし
声 - 藤原啓治
ゴゥが泊まりに来るラーメン屋さん『ぴろし』のオヤジ。顔がしんのすけの父親・野原ひろしに似ている。
着ている黄緑色の制服には真ん中に「ぴ」と書かれてある。戦いに敗れたTON-MENのぶりぶり軍団のメンバーのどちらかを手に取り、チャーシューと間違えるが睨まれて逃げ出してしまうというのがお決まりのパターン（ムトウユージ監督に変わった6話からは、お決まりパターンではなくなった）。デタホイトやボツワナワナのお店では、「Piroshi」という名で登場する。
漫画版ではみちゃえ大陸で初登場した。なお、アニメ版第5話で登場したぴろしは、第1話に登場したぴろしと同一人物である。
ニャニャコ
声 - 紗ゆり
第一回放送にて登場した美女。顔が大原ななこに似ているが、髪は金髪。髪型はアニメと漫画で異なっている。
災害救助ボランティアであり、SHIN-MEN達に助けを求めるが、終盤でおいしいところを持って行く。アニメ版と漫画版で設定がかなり異なる。
キンとコン
声 - 川村万梨阿（キン）、中村千絵（コン）
カンの2人の姉。双子の姉妹である。パーマをかけている方がキンで、ストレートヘアの方がコン。
ガソリンの匂いが苦手で、カンに社長を任せているのを申し訳なく思っているが、女の子らしい楽しみも忘れないでほしいとも思っている。カンがSHIN-MENであることは知っている。
侍従長
ヒューの城の侍従長。
ボツワナワナの噂が減ったことをヒューがSHIN-MENの仕事を始めたせいだと思っている。ヒューには一刻も早く結婚して、子孫繁栄に精出すことを願っている。
漫画版ではキンとコンと計画をたてヒューとカンを騙し、強引にお見合いをさせようとした。
みちゃえ
声 - ならはしみき
スィとは長い付き合いの友人で、自らの意志を持つ女王様大陸。しんのすけの母親・野原みさえの顔に似た形をしている。漫画にて、この島には氷の崖があるが、炎で溶かすと「火事になる」とぴろしが言っていたため、この島が火事になると激怒する。
デカシロ
声 - 真柴摩利
みちゃえ大陸に住むスィの馴染み。その名の通り、巨大なシロの姿をしている。
ママン
声 - 岡村明美
ニョキの妻。夫を「ダーリン」と呼び、ニョキからは「ハニー」と呼ばれている。
ガク、ハナ、クキ、ビラ、メー
声 - 坂戸こまつな（ガク）、吉田小百合（ビラ）、いのくちゆか（メー）
ニョキの5人の子供。
漫画版では下から二番目の子供の名前は「ハッパ」になっている。
ピマワリ
声 - こおろぎさとみ
SHIN-MENハウスに迷い込んできた、しんのすけの妹・ひまわりとそっくりの赤ちゃん。SHIN-MENの中では特にカンに懐いていた。
SHIN-MENの5人からは「たいちゃん」と呼ばれていた。
母親（声 - 西原久美子）はアニメ版ではそっくりだが、漫画版はマサオの母親に似た容姿である（漫画版では名前が判明しておりまさ子という名前）。
なお、ゴゥのことを父親だと思っている。しんのすけとひまわりは兄妹の関係であるのに対し、こちらは父と娘の関係になることがある。ただし、「パ」しか言ってないため「パパ」と呼んでいることが勘違いされた。
マツザッケローニ・ウメ
アニメ未登場。ヒューのお見合い相手。だが、ヒューのお願いによりゴゥとお見合いをしてしまいナンパされ帰ってってしまった。
ネネン島
アニメ未登場。氷でできたネネちゃんの顔をした島。最終的にシューゾー族の大移動の通り道だったため溶けてなくなってしまったが、その後雪に生まれ変わった。
シューゾー族
アニメ未登場。4年に1度運動の祭典を開き大移動する。なおその時は、海水も沸騰し魚も住めないほどの激熱海流となる。

### TON-MEN
TON-MEN（トンメン）はこのお話の悪の組織。ぶりぶりざえもん5人とブリットニーが世界を支配する。
ブリットニー
声 - 甲斐田裕子
TON-MENの活動に欠かせない有能な美人秘書。
性格はクールで、休憩も含めて時間外の仕事はしない。そのため、ぶりぶり達は何も出来なくなる。営業時間は朝9時から夕方5時まで。また、残業はしないが、TON-MENが全員やられると早退することはある。ただし、6話では夜中に作戦が決行されて彼女は次の回にて基地で留守をしていた辺り、この点が改善されていた様子。

#### ぶりぶりざえもん軍団
「皆様の幸せエキスパート」と言っているが、一方で「悪のヒーロー」、「悪の味方」とも言いかけることもあり、本来の目的は世界征服。各地のぴろしによく叉焼と間違えられる。一人称は5人とも「ブー」。塩沢兼人が声を担当していたぶりぶりざえもんとは、容姿が同じであるだけで同一キャラというわけではない。
レッドブタ赤ぶりぶり
声 - 中田譲治
TON-MENのリーダー格。
性格はイケイケだが、いつも空回りしている。ゴゥを敵として目標にしていて2話でゴゥがいないことに激怒した。ゴゥが来たときは周りを破壊していた。
トンタンク1号の操縦士。
ブラックブタ黒ぶりぶり
声 - 小杉十郎太
計画を立てるのが大好き。
ただし、セコい性格なのが欠点。
トンホーク2号の操縦士。
ゴールドブタ金ぶりぶり
声 - 拡森信吾
人が良く、引っこみ思案。
いつもグズグズと悩んでいる。
トンバルーン3号の操縦士。
ブルーブタ青ぶりぶり
声 - 辻親八
頭は天才的でメカの腕もピカー。
ただし、それ以外は全く駄目な世間知らずのブタ。
トンシャブマリン4号の操縦士。
ホワイトブタ白ぶりぶり
声 - 楠見尚己
人には理解しがたい独自の美学とこだわりを持つオカマのブタ。
トンドリル5号の操縦士。

### その他
野原しんのすけ
声 - 矢島晶子
本編の主人公で「ぶりぶりざえもん」の生みの親。
本作における出番は第1話のオープニングのみ。また、OPでのあらすじも担当している。しんのすけがぶりぶりざえもんを忘れてしまい、心を生み自我を出して、別次元の地球を作り、ぶりぶりざえもんがそこに住み支配したことをナレーションが言及したことに対し、「じゃーぶりぶりざえもんが支配してる別の地球なの？」と質問している。

## 舞台

### SHIN-MEN達の故郷
工業国デタホイト
カンの故郷。
全てが鉄でできている巨大工場のような街で、サビないように街全体に油が塗ってある。ここの住人達は油を嫌がっている人が多いが、油がなくなればサビてしまい街が動かなくなってしまう。
風の国ボツワナワナ
ヒューの故郷。
いろんな形の風車がたくさん回っていて、人のうわさで風を起こす街。そのためうわさがないと、風が止んでしまう。
サルサチャチャ
ニョキの故郷。名称は漫画版のみ登場。

### その他の地名
東京（とんきん）
敵の秘密基地「TON-MEN コントロールセンター」が存在する都市。ぴろしの店もここにある。
みちゃえ大陸
氷で覆われた大陸。
前述の通り大陸全体がみさえの顔に似た形をしており、自らの意志を持っている。「綺麗な景色 世界一やん」に認定されており、「みぎまな湖」「ひだりまな湖」「おはだ平野」「はなたか山」といった観光地がある。
ここがスィの故郷か、あまりはっきりされていない。（テレビ朝日の公式サイトではスィの故郷と書かれている。）

### SHIN-MEN達の技
ゴゥゴゥファイヤー
ゴゥの技。
体から炎を放って攻撃する。
ゴゥゴゥロケットアタック
ゴゥの技。
尻を敵に向けて勢いよく突っ込む。
ゴゥゴゥ猛烈ファイヤー
ゴゥの技。
ゴゥゴゥファイヤーの強化版。
ゴゥゴゥ砲（キャノン）
ゴゥとカンの合体技。
カンが自身のアイアンスーツを変形させて作った大砲にゴゥを入れて撃つ。
ゴゥゴゥ旋風（つむじかぜ）
ゴゥとヒューの合体技。
ゴゥが放った炎をヒューの風で強化させ、敵を攻撃する。
ヒューヒュートルネード
ヒューの技。
大きく広げた羽で風を起こして敵を攻撃する。
氷柱
スィの技。
地面から氷の柱を発動する。
ヨゥヨゥビョ～ンキック
ニョキの技。
伸縮する足で勢いよく蹴る。伸びるため威力は強い。
SHIN-MENアタック（仮）
SHIN-MEN全員の合体技。
それぞれの能力の技を発動させながら敵に突っ込み攻撃する。
ゴーゴーSHIN-MENゴールデンファイヤー
SHIN-MEN全員とパラボンの合体技。
種に変形したパラボンにSHIN-MEN達がそれぞれの能力を注入し、爆弾のように見立てて敵にぶつけ攻撃する。

## スタッフ
- 原作 - 臼井儀人（らくだ社）
- 連載 - 月刊まんがタウン
- シリーズ構成・脚本 ‐ きむらひでふみ
- 監督 - 湯浅政明（第1話 - 第5話）→ムトウユージ（第6話 - ）
- ナレーション - 大西健晴

## 主題歌
「来て来てSHIN-MEN」
作詞 - 湯浅政明 / 作曲 - 荒川敏行 / 歌 - 杉並児童合唱団

## 書誌情報
| 巻 | 発売年 | 発売日   | ISBN                   | 備考 |
| -- | ------ | -------- | ---------------------- | ---- |
| 1  | 2011年 | 11月17日 | ISBN 978-4-575-83991-3 |      |
| 2  | 2012年 | 9月12日  | ISBN 978-4-575-84132-9 |      |
| 3  | 2013年 | 8月10日  | ISBN 978-4-575-84275-3 |      |

## 各話リスト
6話以降のサブタイトルは「～大作戦！」となっている。
| 話数 | タイトル                            | 絵コンテ     | 演出         | 作画監督   | 放送日          | 備考     |
| ---- | ----------------------------------- | ------------ | ------------ | ---------- | --------------- | -------- |
| 1    | ヒーロー登場!                       | 湯浅政明     | 湯浅政明     | 湯浅政明   | 2010年 11月26日 | 10分拡大 |
| 2    | カンのヒミツ                        | 湯浅政明     | ムトウユージ | 針金屋英郎 | 2011年 1月28日  | なし     |
| 3    | ヒューの恋                          | 湯浅政明     | 湯浅政明     | 三原三千夫 | 3月25日         | なし     |
| 4    | スィと女王様                        | 湯浅政明     | 湯浅政明     | 湯浅政明   | 5月27日         | なし     |
| 5    | ニョキん家                          | 湯浅政明     | 湯浅政明     | 湯浅政明   | 7月1日          | なし     |
| 6    | リバースごにょごにょ大作戦!（前編） | ムトウユージ | ムトウユージ | 末吉裕一郎 | 11月11日        | 前編     |
| 7    | リバースごにょごにょ大作戦!（後編） | ムトウユージ | ムトウユージ | 末吉裕一郎 | 11月18日        | 後編     |
| 8    | カレーでガッカリ〜大作戦!           | ムトウユージ | ムトウユージ | 末吉裕一郎 | 12月16日        | なし     |
| 9    | お風呂でゴーゴー大作戦!             | ムトウユージ | ムトウユージ | 針金屋英郎 | 2012年 1月20日  | なし     |
| 10   | みんなでソロ～っと大作戦!           | ムトウユージ | ムトウユージ | 門脇孝一   | 2月17日         | なし     |
| 11   | 育児でバブッと大作戦!               | 三原三千夫   | 三原三千夫   | 三原三千夫 | 3月30日         | なし     |
| 12   | ヘーックショイ大作戦!               | 平井峰太郎   | ムトウユージ | 門脇孝一   | 5月4日          | なし     |
| 13   | 制服で征服?大作戦!                  | ムトウユージ | ムトウユージ | 門脇孝一   | 9月14日         | なし     |